# Gladys Moisés
Gladys Rosa Moisés (San José de Metán, 10 settembre 1961 – San José de Metán, 5 marzo 2022) è stata una politica e avvocata argentina.

## Biografia
Nacque a San José de Metán, nel Dipartimento di Metán, il 10 settembre del 1961. Studiò legge presso l'Università Nazionale di Tucumán. Si sposò con Yago Martínez, politico. Con lui ebbe sette figli. Gladys era parente di Carlos Fayt, ministro della Corte Suprema di Giustizia argentina. Nel suo esercizio di avvocata fece parte dell'Ordine degli Avvocati.
Entrò nella politica di partito nel 2015. Nello stesso anno fu pre-candidata a deputata nazionale al secondo posto dopo il senatore provinciale di Cafayate, Miguel Nanni, allora Presidente dell'Unione Civica Radicale di Salta.
All'inizio del 2016, venne scelta dal governo nazionale come direttrice esecutiva del programma di assistenza sanitaria integrale nella provincia di Salta.
Nel 2017 venne eletta primo vicepresidente di Proposta Repubblicana della provincia di Salta.
Nel 2021 cercò la sua rielezione come deputata provinciale nella lista dei deputati provinciali di Insieme per il cambiamento.
Morì il 5 marzo del 2022 all'età di 60 anni per un cancro.